# Le Journal des actionnaires

Le Journal des actionnaires était, sous le Second Empire, une publication financière du cercle saint-simonien, proche des frères Pereire, concurrente de La Semaine financière, liée aux Rothschild et fondée en 1856 par Eugène Forcade (1820-1869), tous deux tentant de rééditer le succès du précurseur, Le Journal des chemins de fer, fondé par le banquier Jules Mirès.

## Histoire
En mai 1856, Moïse Polydore Millaud, déjà propriétaire du journal Le Crédit et de la publication Le Dock, la transforme en Journal des actionnaires, appartenant à la société Amail, avec pour rédacteurs principaux Louis Jourdan, Victor Lefranc, et Xavier Eyma. Il fait partie des titres économiques profitant du décret du 28 mars 1852, qui a exempté du droit de timbre tous les journaux littéraires, scientifiques ou industriels, qui ne sont par ailleurs également pas soumis à l'autorisation préalable ou au cautionnement.
Moïse Polydore Millaud était porté à investir par la forte croissance économique mondiale des années 1850. Il avait créé en même temps la Caisse générale des actionnaires, domiciliée à Paris, au 110 de la rue de Richelieu, qui sera dissoute en 1862. Son objectif était de permettre un rééquilibrage des forces à la Bourse, en faveur des petits actionnaires, jugés défavorisés par rapport aux grands actionnaires.